# 沃特米爾 (紐約州)
沃特米爾（英語：Water Mill）是位於美國紐約州薩福克縣的普查規定居民點。

## 人口
根據2020年美國人口普查的數據，沃特米爾的面積為33.13平方千米，當中陸地面積為27.39平方千米，而水域面積為5.73平方千米。當地共有人口2506人，而人口密度為每平方千米75.64人。